# Federación Internacional de Traductores
La Federación Internacional de Traductores (FIT) fue fundada en 1953 en París por Pierre-François Caillé. Engloba a asociaciones de traductores, intérpretes y terminólogos de todo el mundo. Se trata de una organización internacional sin ánimo de lucro y de una organización no gubernamental de categoría A reconocida por la UNESCO.
En 1963, en el congreso reunido en Dubrovnik, adopta la Charte du traducteur, un texto destinado a guiar al traductor en el ejercicio de su profesión (el texto fue modificado en Oslo el 9 de julio de 1994).

## Objetivos
Los objetivos principales de la FIT son:
- unir a asociaciones de traductores ya existentes;
- apoyar y facilitar la creación de asociaciones de traductores en los países en los que existan;
- informar y asesorar a las asociaciones miembros;
- crear armonía y entendimiento entre todas las asociaciones miembros con el objeto de promover los intereses de los traductores;
- mantener los intereses morales y materiales de los traductores en todo el mundo, defender y fomentar el reconocimiento de la traducción como profesión, mejorar el estatus del traductor en la sociedad, y aumentar el reconocimiento público de la traducción como ciencia y como arte.[1]

## Miembros

### África
- Egyptian Translators Association  Egipto
- National Association of Translators and Interpreters of Ethiopia - NATIE  Etiopía
- Association de Traducteurs et Interprètes Professionnels du Congo (ATIPCO)  República Democrática del Congo
- South African Translators' Institute  Sudáfrica

### América Latina
- Colegio de Traductores Públicos de la Ciudad de Buenos Aires  Argentina
- Asociación Argentina de Traductores e Intérpretes (AATI)  Argentina
- Círculo de Traductores Públicos del Sur (CTPS)  Argentina
- Sindicato Nacional dos Traductores (SINTRA)  Brasil
- Colegio de Traductores e Intérpretes de Chile AG (COTICH)  Chile
- Asociación Costarricense de Traductores e Intérpretes Profesionales (ACOTIP)  Costa Rica
- Asociación Nacional de Traductores e Intérpretes Oficiales (ANTIO)  Costa Rica
- Asociación Cubana de Traductores e Intérpretes (ACTI)  Cuba
- Asociación de Traductores e Intérpretes del Ecuador (ATIEC)  Ecuador
- Asociación Guatemalteca de Intérpretes y Traductores (AGIT)  Guatemala
- Organización Mexicana de Traductores (OMT)  México
- Universidad Intercontinental (UIC)  México
- Asociación Panameña de traductores e Intérpretes (APTI)  Panamá
- Asociación de Traductores Profesionales del Perú (ATPP)  Perú
- Colegio de Traductores del Perú (CTP)  Perú
- Colegio de Traductores Públicos del Uruguay (CTPU)  Uruguay
- Colegio Nacional de Traductores e Intérpretes (CONALTI)  Venezuela

### Asia
- Science and Technology Translators' Association of the Chinese Academy of Sciences  China
- Translators' Association of China  China
- Korean Society of Translators  Corea del Sur
- The Korea Association of Translation Studies  Corea del Sur
- Centre for Translation of Hong Kong Baptist University  Hong Kong
- Hong Kong Translation Society Ltd  Hong Kong
- Indian Translators Association  India
- Association of Indonesian Translators  Indonesia
- Iraqi Translators' Association  Irak
- Association of Iranian Translators and Interpreters  Irán
- Japan Association of Translators  Japón
- Japan Society of Translators (JST)  Japón
- Japan Translation Federation  Japón
- The Japan Association for Interpreting  Japón
- Jordanian Translators' Association  Jordania
- Association des Anciens de l'ETIB - Université Saint-Joseph  Líbano
- École de Traducteurs et d'Interprètes de Beyrouth (ETIB)  Líbano
- Université de Balamand  Líbano
- Federation of Translators and Interpreters of Macau  Macao
- Malaysian Translators Association  Malasia

### Europa
- Assoziierte Dolmetscher und Übersetzer in Norddeutschland e. V.  Alemania
- ATICOM e.V., Fachverband der Berufsübersetzer und Berufsdolmetscher e.V.  Alemania
- Bundesverband der Dolmetscher und Übersetzer e. V.  Alemania
- Euro-Schulen Organisation  Alemania
- Verband der Übersetzer und Dolmetscher e. V.  Alemania
- Verband Deutschsprachiger Übersetzer literarischer und wissenschaftlicher Werke e.V VDÜ  Alemania
- Österreichischer Übersetzer-und Dolmetscherverband "Universitas"  Austria
- Österreichischer Verband der Gerichtsdolmetscher  Austria
- IG Übersetzerinnen Übersetzer (Associación de traductores literarios)  Austria
- Belgische Kamer van Vertalers, Tolken en Filologen  Bélgica
- Conférence Internationale Permanente d'Instituts Universitaires de Traducteurs et d'Interprètes  Bélgica
- École des Interprètes Internationaux de l'Université de Mons-Hainaut  Bélgica
- Hogeschool Gent  Bélgica
- Institut Libre Marie Haps  Bélgica
- Institut Supérieur de Traducteurs et Interprètes  Bélgica
- Bulgarian Translators' Union  Bulgaria
- Pancyprian Union of Graduate Translators and Interpreters  Chipre
- Hrvatsko Društvo Znanstvenih i Tehnickih Prevoditelja  Croacia
- Dansk Translatørforbund  Dinamarca
- The Union of Communication and Language Professionals  Dinamarca
- Translatørforeningen - The Association of Danish Authorized Translators  Dinamarca
- APTOS - Slovenská Spolo nost Prekladatel'ov Odbornej Literatury  Eslovenia
- Drustvo Znanstvenih in Tehniskih Prevajalcev Slovenije  Eslovenia
- Asociación de Traductores, Correctores e Intérpretes en Lengua Vasca (EIZIE)  España
- Asociación Española de Traductores, Correctores e Intérpretes (Asetrad)  España
- Suomen kääntäjien ja tulkkien liitto  Finlandia
- Association des Anciens Elèves de l'ESIT  Francia
- École Supérieure d'Interprètes et de Traducteurs  Francia
- Institut de management et de communication interculturels  Francia
- Société française des traducteurs  Francia
- Union Nationale des Experts Traducteurs- Interprètes près les Cours d'Appel  Francia
- Panhellenic Association of Translators  Grecia
- Société hellénique des traducteurs de littérature  Grecia
- Irish Translators' & Interpreters' Association  Irlanda
- Associazione Italiana Traduttori ed Interpreti  Italia
- Lithuanian Association of Literary Translators  Lituania
- Høgskolen i Agder  Noruega
- Norsk Faglitteraer Forfatter- og Oversetterforening  Noruega
- Norsk Oversetterforening  Noruega
- Statsautoriserte Translatørers Forening  Noruega
- Nederlands Genootschap van Tolken en Vertalers  Países Bajos
- Vereniging van SIGV-Gerechtstolken en Juridisch Vertalers  Países Bajos
- TEPIS - Polskie Towarzystwo Tlumaczy Przysieglych i Specjalistycznych  Polonia
- Association of Police and Court Interpreters  Reino Unido
- Cymdeithas Cyfieithwyr Cymru (Association of Welsh Translators and Interpreters)  Reino Unido
- Institute of Translation & Interpreting  Reino Unido
- The Translators Association  Reino Unido
- Institute of Translation Studies - Charles University  República Checa
- Jednota tlumocniku a prekladatelu  República Checa
- Asociatia Traducatorilor din România  Rumania
- Higher School of Translation and Interpretation, Lomonosov Moscow State University  Rusia
- Masters of Literary Translation  Rusia
- Moscow Institute of Linguistics  Rusia
- Union of Translators of Russia  Rusia
- Föreningen Auktoriserade Translatoren  Suecia
- Sveriges Facköversättarförening  Suecia
- Association Suisse des Traducteurs, Terminologues et Interprètes (ASTTI)  Suiza
- École de Traduction et d'Interprétation Université de Genève  Suiza
- Zürcher Hochschule Winterthur  Suiza
- Çeviri Dernegi  Turquía

### Norteamérica
- Conseil des traducteurs, terminologues et interprètes du Canada (CTTIC)  Canadá
- Association des traducteurs et traductrices littéraires du Canada (ATTLC)  Canadá
- Monterey Institute of International Studies  Estados Unidos
- American Translators Association (ATA)  Estados Unidos
- American Literary Translators Association (ALTA)  Estados Unidos
- International Medical Interpreters Association (IMIA)  Estados Unidos

### Oceanía
- Australian Institute of Interpreters and Translators (AUSIT)  Australia
- New Zealand Society of Translators and Interpreters (NZSTI)  Nueva Zelanda